# Humán 11-es kromoszóma
- A 11-es kromoszóma egy a 24-féle humán kromoszóma közül. Egyike a 22 autoszómának.

## A 11-es kromoszóma jellegzetességei
- Bázispárok száma: 134 452 384
- Gének száma: 1 426
- Ismert funkciójú gének száma: 1 264
- Pszeudogének száma: 359
- SNP-k (single nucleotide polymorphism = egyszerű nukleotid polimorfizmus) száma: 459 660

## A 11-es kromoszómához kapcsolódó betegségek
Az O.M.I.M rövidítés az Online Mendelian Inheritance in Man, azaz Mendeli öröklődés emberben adatbázis oldalt jelöli, ahol további információ található az adott betegségről, génről.

| Patológia                              | Öröklődés | O.M.I.M | Lokusz | Gén | A gén által kódolt fehérje |
| -------------------------------------- | --------- | ------- | ------ | --- | -------------------------- |
| Mc Ardle betegség                      |           |         |        |     |                            |
| Bardet-Biedl-szindróma                 |           |         |        |     |                            |
| Romano-Ward-szindróma                  |           |         |        |     |                            |
| Smith-Lemli-Opitz-szindróma            |           |         |        |     |                            |
| Charcot-Marie-Tooth betegség 4B1 típus |           | q22     | MTMR2  |     |                            |
| Charcot-Marie-Tooth betegség 4B2 típus |           | p15     | CMT4B2 |     |                            |
| Surdité non syndromique                | Domináns  |         |        |     |                            |
|                                        |           |         |        |     |                            |
|                                        |           |         |        |     |                            |
|                                        |           |         |        |     |                            |
|                                        |           |         |        |     |                            |
|                                        |           |         |        |     |                            |

## Lásd még
- Kromoszóma
- Genetikai betegség
- Genetikai betegségek listája

## Külső hivatkozások
- A 11-es emberi kromoszóma (Origo.hu)